# Nationaldemokratische Partei (Ägypten)
Die Nationaldemokratische Partei (arabisch الحزب الوطني الديمقراطي, DMG al-Ḥizb al-waṭanī ad-dīmuqrāṭī; Kürzel NDP) war von 1978 bis 2011 die regierende politische Partei in Ägypten.

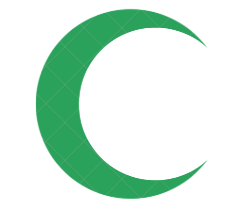

## Politik
Zu den etwa 2,5 Mio. Mitgliedern zählten die höheren Staatsangestellten und zahlreiche Gouverneure, Stadträte, Dorfvorsteher aber auch Militärs und Vertreter der Privatwirtschaft. Somit waren in der NDP gleichzeitig Nasseristen und Wirtschaftsliberale vertreten.
Sie hatte kein einheitliches ideologisches Konzept, bekannte sich jedoch zum Frieden mit Israel, zum islamischen Recht und zur Politik von Gamal Abdel Nasser und Anwar as-Sadat. Die Ideologie der Partei war vage und reichte von gemäßigten sozialistischen Positionen bis hin zur Befürwortung marktwirtschaftlicher Reformen. Sie war Mitglied der Sozialistischen Internationale. Im Zuge andauernder Unruhen in Ägypten wurde die Partei am 31. Januar 2011 durch ein Schreiben vom Generalsekretär Luis Ayala von der Mitgliedschaft ausgeschlossen.

## Geschichte

### Gründung
Die Partei wurde im Juli 1978 vom ägyptischen Präsidenten und Friedensnobelpreisträger Anwar as-Sadat gegründet, der bis zu seiner Ermordung im Jahr 1981 ihr Vorsitzender war. Die Partei selbst ist im Jahr 1978 aus dem mittleren Spektrum der Arabischen Sozialistischen Union, der vormaligen Einheitspartei, entstanden.
Seit der Ermordung Sadats 1981 war dann Präsident Hosni Mubarak Parteivorsitzender. Als eine von einem autoritären Regime getragene Partei, zusätzlich unterstützt durch die Einschüchterung und Verfolgung politischer Gegner sowie eine weitverbreitete Praxis der Wahlfälschung war die NDP bis in die jüngste Gegenwart die stärkste politische Kraft in Ägypten.

### Niedergang der Partei

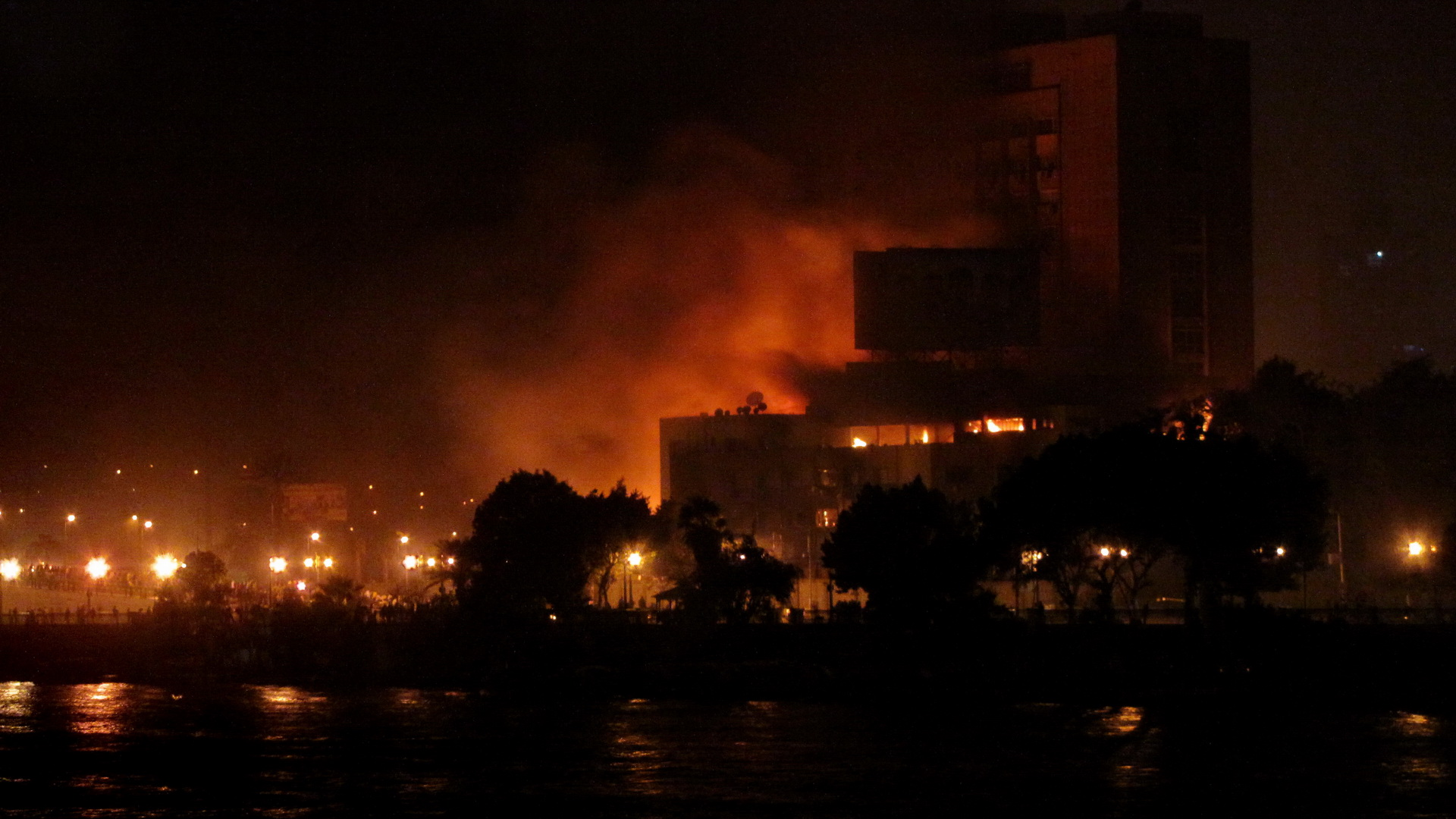
Das Hauptquartier der Nationaldemokratischen Partei in Flammen

Am Jahresanfang 2011 kam es zur Revolution in Ägypten. Der Höhepunkt war am 1. Februar 2011, als alleine in Kairo bis zu zwei Millionen Menschen für mehr Freiheit und für das Ende der Herrschaft von Hosni Mubarak demonstrierten. Am 5. Februar 2011 trat das Exekutivkomitee der NDP geschlossen zurück. Zum neuen Generalsekretär bestimmten die Mitglieder den als liberal geltenden Arzt und Politiker Hussam Badrawi, der zugleich den Präsidentensohn Gamal Mubarak auf dem Posten des Vorsitzenden des politischen Komitees der Partei ablöste. Am 11. Februar traten allerdings Hussam Badrawi und Hosni Mubarak von ihren Ämtern zurück.
Am 12. April 2011 wurde Talaat Sadat – ein Neffe des ehemaligen ägyptischen Präsidenten Anwar as-Sadat – zum neuen Vorsitzenden gewählt.
Nach seiner Wahl bemühte sich Sadat in zahlreichen Statements den Eindruck zu erwecken, er würde die NDP von korrupten Parteifunktionären und Parteimitgliedern säubern. Auch der Name der Partei sollte in New National Democratic Party geändert werden, um einen Neuanfang zu verdeutlichen.
Am 16. April 2011 wurde die Partei dann jedoch vom Obersten Verwaltungsgericht Ägyptens (Supreme Administrative Court) aufgelöst. Vermögen, Parteizentrale und andere Immobilien der Partei fallen an den Staat/bzw. die Regierung.
Das Gericht begründete seine Entscheidung: Da das „Haupt“ (i. e. Mubarak) bereits gefallen sei, sei es nur logisch, dass sein Hauptwerkzeug nun auch falle (so der Vorsitzende des Gerichts Mohamed Agaty). Die[se] Partei hat die Rechte und die Freiheiten unterminiert, die in der ägyptischen Verfassung garantiert waren. Ihre Vorgehensweisen führten zu sozialer und politischer Korruption. Die[se] Partei usurpierte die Macht, versuchte oppositionelle Bewegungen und Parteien zu schwächen, die Freiheit zu unterdrücken, sowie Aktivisten mit unterschiedlichen politischen Ansichten zu inhaftieren und das ägyptische Volk durch Intrigen zu entzweien. Die[se] Partei benutzte den Sicherheitsapparat der Regierung um die politische Opposition niederzuhalten.